# Родерік Пейдж
Родерік Рейнор Пейдж (англ. Roderick Raynor Paige; нар. 17 червня 1933) — американський політик. Член Республіканської партії, міністр освіти з 2001 по 2005 рік в адміністрації президента Джорджа Буша-молодшого.

## Біографія
Пейдж служив у ВМС США з 1955 по 1957 рік.
Працював деканом педагогічного коледжу Південного техаського університету.
У 1994—2001 роках — суперінтендант Х'юстонського незалежного шкільного округу.
З листопада 2016 року по червень 2017 року обіймав посаду тимчасового президента Джексонського державного університету.
Університет Х'юстона вручив йому почесний докторський ступінь у 2000 році. Університет Індіани в Блумінгтоні присвоїв Пейджу ступінь почесного доктора гуманітарних наук у 2017 році.